# 1972年のラジオ (日本)
1972年のラジオ (日本)では、1972年の日本のラジオ番組、その他ラジオ界の動向について記す。

## 主なその他ラジオ関連の出来事
- 5月15日の沖縄返還に伴い、各種変更がおこなわれた。
  - 沖縄放送協会からNHK沖縄放送局になる[1]。
  - NHK沖縄放送局で、6月25日にラジオ第1放送が再開、同日ラジオ第2放送が開始。
    - ラジオ第1放送及び総合テレビが、1945年3月23日のラジオ放送休止前に使用していた呼出符号「JOAP」を使用する事に伴い、NHK前橋放送局がJOAPからJOTPに変更、NHK京都放送局のFM放送がJOTPからJOOK（ラジオ第1及び総合テレビでは既に使用）に変更。

  - 呼出符号の変更。琉球放送の日本語放送がKSAR→JORR、英語放送がKSBK→JORO、極東放送の日本語放送がKSDX→JOTF、英語放送がKSAB→JOFF、中国語放送は廃止、ラジオ沖縄がKSDT→JOXR。
  - 琉球放送がJRNに、ラジオ沖縄がNRNにそれぞれ正式加盟。
  - 極東放送でFEBCにより行われていた宗教放送のうち中国語放送（上述）、日本語放送が廃止され、日本語放送の受け皿として12月15日に日本法人である財団法人極東放送が設立。
- 7月1日 - この日に行われた日本国内における改正計量法の施行をもって、周波数の単位が「キロサイクル」 (kc) ・「メガサイクル」 (Mc) から「キロヘルツ」 (kHz) ・「メガヘルツ」 (MHz) にそれぞれ変更された。
- 12月13日 - NHKラジオ第2放送、夜間の外国電波による混信被害軽減と難聴対策を図るため、前年の秋田の同放送に続き、この日から熊本の同放送でも、今までの10KWから500KWに増力。更にこれに伴い、同放送の周波数を今までの1560kHzから870kHzに変更して、運用を開始した[注 1]。これを受け、福岡の同放送は、今までの周波数：870KHz・出力：100KWから、この日から周波数：980KHz・出力：50KWに変更して運用を開始した[2][3]。

## 特別番組

### 5月放送
- 13日 - 東京音楽祭（東京放送）

## 開始番組

### 1972年4月放送開始
NHKラジオ第1放送
- 3日 - 朝のロータリー
- 6日 - 民謡北から南から
- 9日
  - なかよし音楽クラブ
  - サンデージョッキー
  - 民謡の旅
  - お笑いラジオ寄席

NHKラジオ第2放送
- 9日 - 邦楽のおけいこ

NHK-FM放送
- 3日
  - ホームコンサート
  - サウンド・オブ・ポップス
- 8日 - ひるの民謡

東京放送
- 10日 - 榎さんのお昼だよ〜!
- 15日 - 土曜日です おはよう大沢悠里です

文化放送
- 開始日不明 - 井上順之の歌謡大作戦

ニッポン放送
- 3日 - あおい君と佐藤クン
- 8日
  - 森菊蔵ショウ
  - 雪山ひろしショウ
  - 土曜の夜はテレフォン・ジャングル
- 9日 - 日曜日だ!突っ走れ
- 10日
  - 山谷親平ショウ
  - 高山栄ショウ

静岡放送
- 開始日不明 - SBSモーニングダイヤル

中部日本放送
- 10日 - ラジオ朝市

近畿放送
- 開始日不明 - KBSワイドサロン

毎日放送
- 10日 - おはようリスナー阪本時彦です
- 15日 - おはようリスナー大久保怜です

ラジオ関西
- 1日 - ワイド560

山陽放送
- 開始日不明 - 走れポピー、ジョイアフタヌーン

エフエム東京
- 1日 - ワールド・ファンタジー
- 3日
  - FMモーニングエコー
  - ポップス・イン・デイリー
  - マクセルユアポップス

### 1972年5月放送開始
中国放送
- 7日 - サテライトNo.1

### 1972年6月放送開始
毎日放送
- 11日 - 日曜ラジオ夕刊

### 1972年7月放送開始
STVラジオ
- 2日 - 北電コンサートホール

### 1972年8月放送開始
エフエム東京
- 6日 - 渡辺貞夫 マイ・ディア・ライフ

### 1972年10月放送開始
NHKラジオ第1放送
- 12日 - 浪曲十八番

STVラジオ
- 11日 - サンデージャンボスペシャル

秋田放送
- 開始日不明 - モーニングエコー940

東京放送
- 開始日不明 - ゴールデン・ワイド

文化放送
- 9日 - 桂竜也の夕焼けワイド

ニッポン放送
- 9日 - 欽ちゃんのドンといってみよう!
- 開始日不明
  - 演芸大行進
  - 乱歩読切シリーズ

ラジオ関東
- 14日 - 全米TOP40

中部日本放送
- 14日 - CBC歌謡ベストテン

近畿放送
- 2日 - 日本列島ズバリリクエスト

毎日放送
- 7日 - おはようリスナー杉浦忠です
- 9日 - ごめんやす馬場章夫です
- 14日 - ごめんやす浜村淳です
- 開始日不明 - がっぷりトーク・ニューピープル

大阪放送
- 2日 - 阿部牧郎とそのー味

南海放送
- 開始日不明 - ジョイ・ジョイ・サタデー

RKB毎日放送
- 6日 - 午後だ!ラジオだ!歌謡曲

エフエム東京
- 2日 - FM25時
- 開始日不明 - 歌謡&ポップスベスト10

### 1972年11月放送開始
青森放送
- 6日 - あおもりTODAY

毎日放送
- 1日 - ニュースパーソナリティ

南海放送
- 6日 - こんにちはなんかい

### 1972年12月放送開始
東京放送
- 14日 - 話題のアンテナ 日本全国8時です

### 開始日不明
ニッポン放送
- アグネス・カメのチャンチャンポップス[4]

民放AM各局
- 黒沢良のマイルドタイム

## 終了番組

### 1972年6月放送終了
ニッポン放送
- 25日 - 東芝ワイドワイドサンデー

### 1972年9月放送終了
朝日放送
- 24日 - 東芝ワイドワイドサンデー〜あなたとつくる365分〜

毎日放送
- 30日 - MBSチャチャヤング ※1974年に再開

### 1972年10月放送終了
中部日本放送
- 7日 - CBCビップ・ヤング